# Morella humilis
Morella humilis là một loài thực vật có hoa trong họ Myricaceae. Loài này được (Cham. & Schltdl.) Killick mô tả khoa học đầu tiên năm 1998.